# Église Saint-Sava de Belgrade
Pour les articles homonymes, voir Église Saint-Sava.
L'église Saint-Sava de Belgrade (en serbe cyrillique : Храм Светог Саве у Београду ; en serbe latin : Hram Svetog Save u Beogradu) est une basilique orthodoxe serbe située à Belgrade, la capitale de la Serbie, dans la municipalité de Vračar.
La basilique est dédiée à saint Sava, le fondateur de l’Église orthodoxe serbe (1219) ; elle a été édifiée à l’endroit où, d’après la tradition, le pacha ottoman d'Albanie Koca Sinan Pacha a brûlé en 1595 les reliques de Saint-Sava en représailles de la révolte du Banat (1594).
La basilique Saint-Sava est à ce jour la deuxième plus grande église chrétienne orthodoxe au monde,. Elle possède la plus grande mosaïque du monde en coupole.

## Histoire

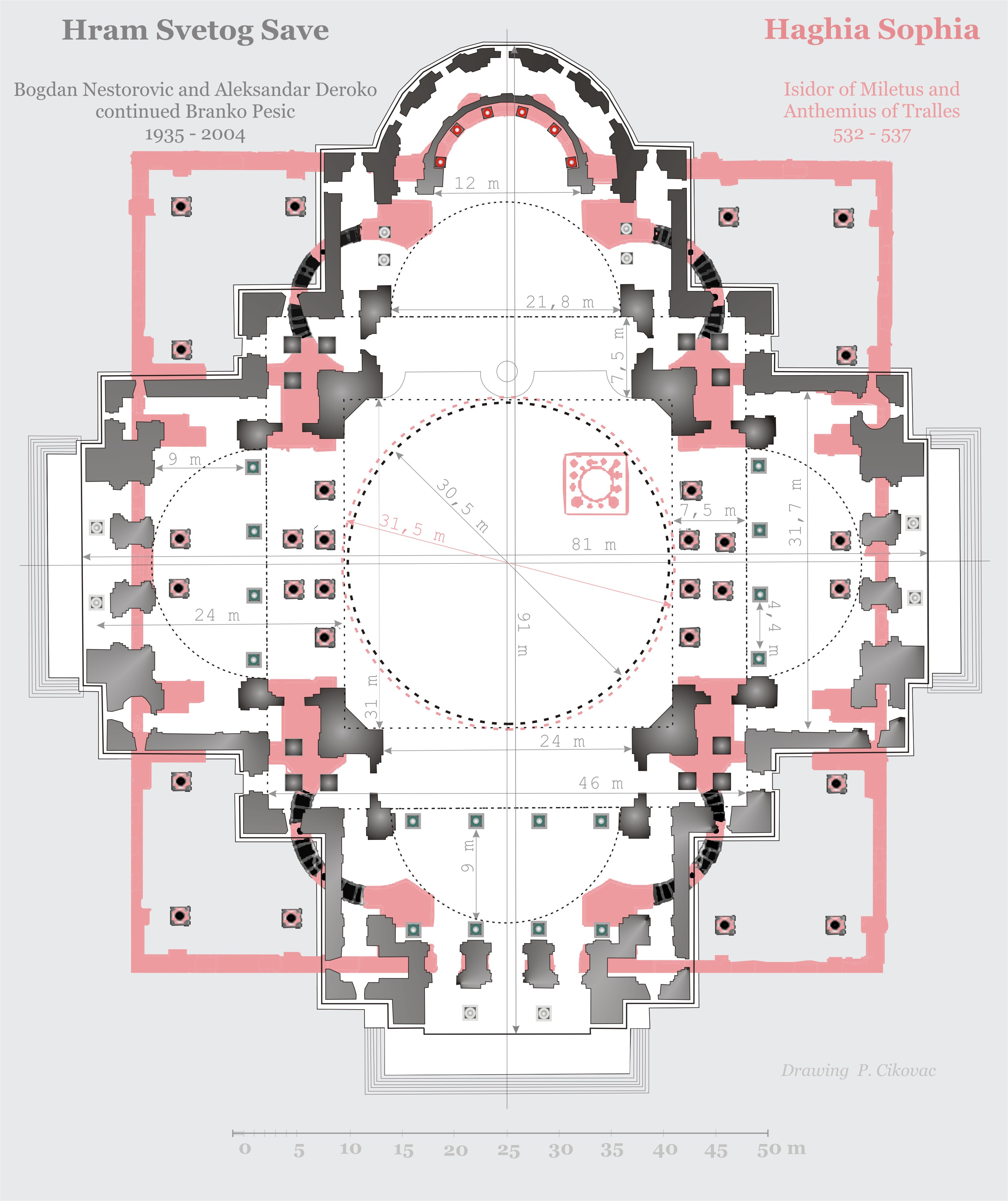
Plan du Temple de Saint-Sava de Belgrade superposé sur Sainte Sophie de Constantinople, les deux églises sœurs.

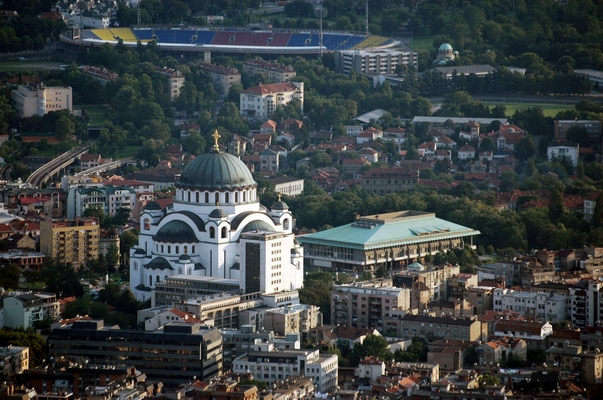
L'église Saint-Sava, vue aérienne.

La construction de l'édifice a commencé en 1939, selon des plans de l'architecte Aleksandar Deroko. L'église prend pour modèle Sainte-Sophie de Constantinople telle qu'elle était du temps de Justinien, donc sans les minarets, ajout des Ottomans musulmans à la suite de la chute de Constantinople, et sans les renforcements latéraux, rajoutés après les divers tremblements de terre qu'a subis Sainte-Sophie : Saint-Sava s'inspire donc assez fortement de la Sainte-Sophie originale construite en 532. Cependant elle est loin d'être identique a son modèle et n'en constitue donc pas une réplique exacte contrairement à ce qui est souvent dit. Elle en diffère que ce soit par son architecture ou par sa décoration. Elle intègre aussi des éléments de style propres aux églises néo-byzantines des XIXe et XXe siècles des pays orthodoxes, telles la cathédrale Saint-Alexandre-Nevski de Sofia (Bulgarie), la cathédrale navale Saint-Nicolas de Kronstadt (Russie) ou cathédrale du Christ-Sauveur de Moscou (Russie), entre autres.
Deroko a été assisté par son confrère Bogdan Nestorović et par l'ingénieur Vojislav Zađina, mais les travaux ont été rapidement interrompus par l’occupation nazie de la Yougoslavie en 1941, puis par la volonté de Tito lorsque ce dernier était à la tête de la Yougoslavie.
Le chantier n’a repris qu’en 2001. L’extérieur, caractéristique de l'architecture néo-byzantine, est aujourd'hui terminé ; l’intérieur, qui peut contenir jusqu’à 10 000 fidèles, sera entièrement recouvert de mosaïques de tradition orthodoxe ; ce travail sera financé par des dons russes : 12 000 m2 de mosaïque seront posés par les maîtres artisans russes et serbes d'ici à 2019.

### La plus grande mosaïque en coupole de l'Histoire de l'Humanité
La mosaïque de la coupole de l'église représentant un Christ pantocrator a été inaugurée en février 2018. Elle pèse plus de 40 tonnes et un an de travail a été nécessaire pour sa réalisation confiée à 70 artistes russes et serbes. Elle a été faite à Moscou pour un coût total de 4 millions d'euros et son financement a eu pour mécène Gazprom. C'est la plus grande représentation d'un Christ pantocrator (1 230 m2) ainsi que la plus grande mosaïque sous coupole de l'histoire de l'humanité : plus grande que celle de Sainte-Sophie de Constantinople, aujourd'hui non visible car couverte de plâtre sous les Ottomans.
L'église Saint-Sava sera achevée en 2019, soit exactement 800 ans après que l’Église serbe orthodoxe a acquis, en 1219, le statut de Patriarcat avec pour premier patriarche Saint-Sava.
Ouvert au public, l'édifice est exclusivement financé par des dons.

## Architecture
L'église se trouve à l’extrémité de la ligne que forment Kalemegdan – la Place de la République – Terazije – Beogradjanka – Cathédrale Saint-Sava.
Elle a été conçue dans un style serbo-byzantin, avec quatre clochers hauts de 44 mètres. La coupole est haute de 70 mètres et la croix principale l'élève encore de 12 mètres, ce qui correspond à une hauteur totale de 82 mètres, permettant ainsi à l’église d’être bien visible dans le panorama urbain de Belgrade.
La surface du bâtiment est de 3 500 m2, qui s’ajoutent aux 1 500 m2 des trois galeries du premier étage. Il existe également une galerie de 120 m2 au deuxième étage. Les coupoles sont ornées de 18 croix dorées de 3 dimensions différentes. Dans les clochers, on dénombre 49 cloches.

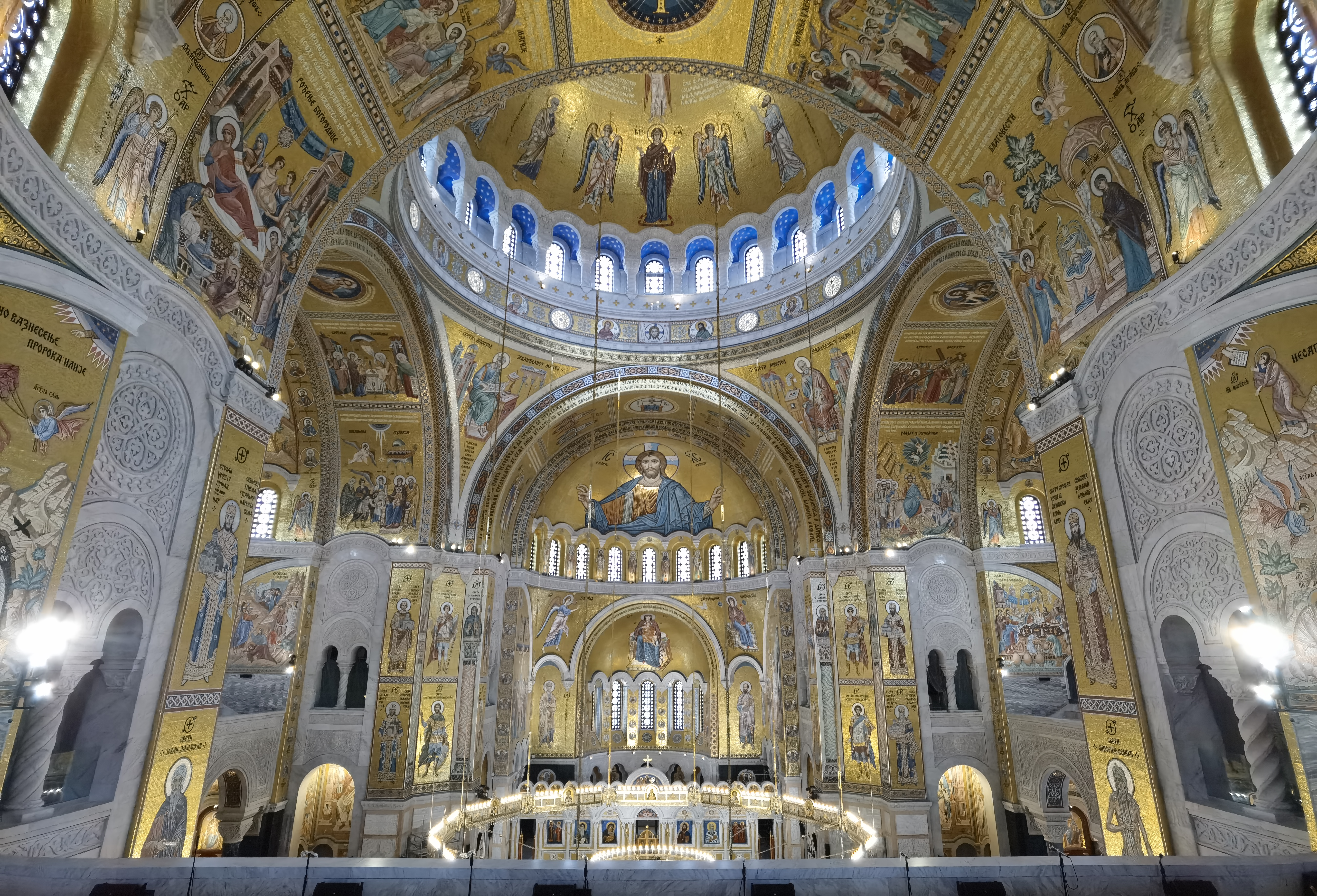
L'intérieur de l'église Saint-Sava.

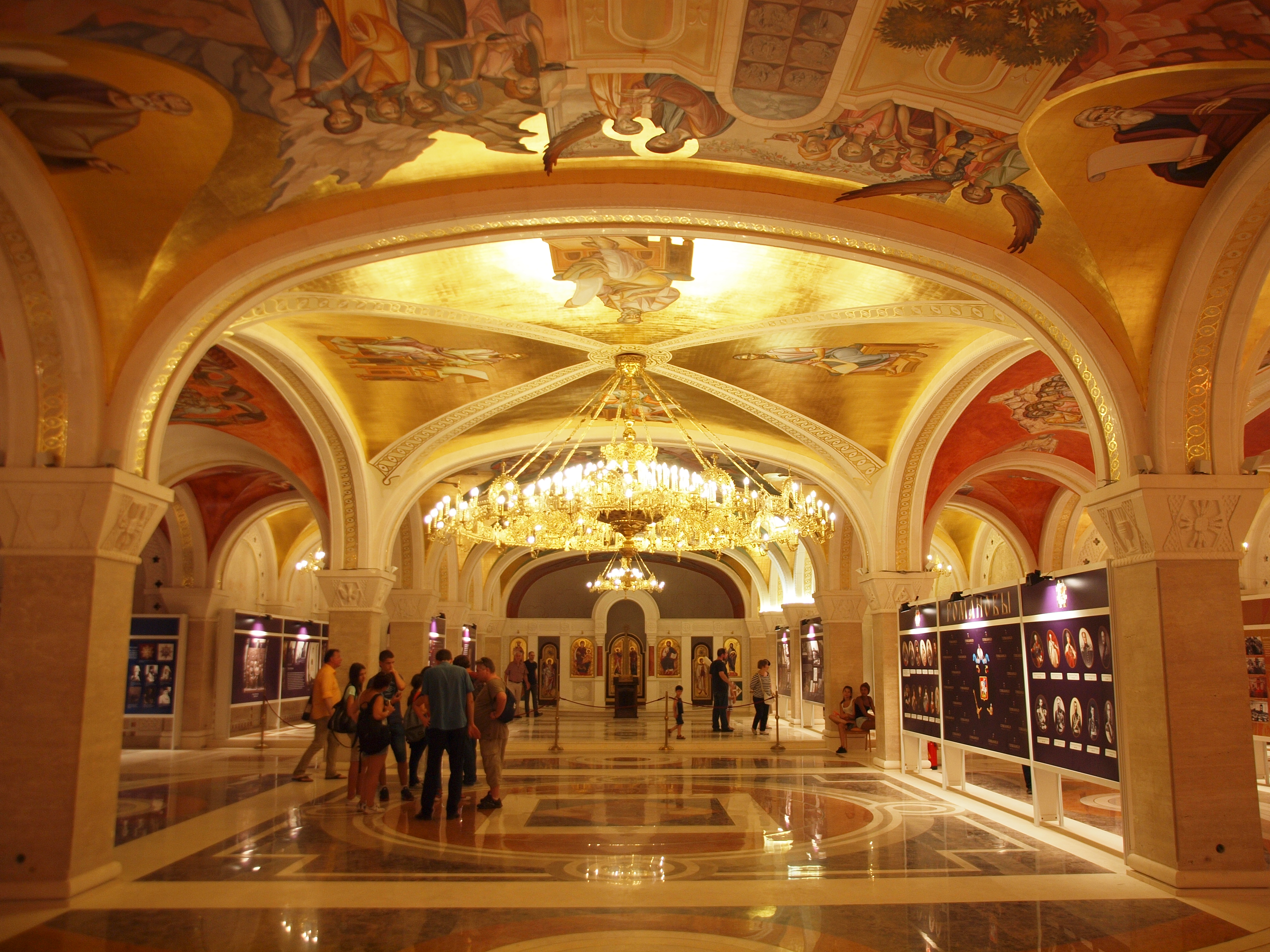
La crypte commémorative de l'église.

Le bâtiment mesure 91 mètres dans le sens est-ouest et 81 mètres dans le sens nord-sud.
L’église peut accueillir 10 000 fidèles et, dans le chœur, 800 choristes peuvent prendre place. Le sous-sol, d’une surface totale de 1 800 m2, contient une crypte, le trésor de Saint Sava, ainsi que l’église-tombeau du prince Lazar.
La façade est en marbre blanc et en granite, l’intérieur est décoré de mosaïques. La coupole centrale contient une énorme mosaïque du Christ pantocrator.